# أوزيماندياس
«أوزيماندياس» (بالإنجليزية: Ozymandias) /ˌɒziˈmændiəs/ هو عنوان لسونيتين مرتبطتين نُشرتا في عام 1818. كُتِبت السونيت الأولى من قبل الشاعر الإنجليزي الرومانسي بيرسي بيش شيلي (1792-1822) ونُشرت في عدد 11 يناير 1818 من The Examiner. في لندن. تم تضمين القصيدة في العام التالي في مجموعة روزاليند وهيلين، قصيدة رعوية حديثة؛ وقصائد أخرى وفي مجموعة قصائد بعد وفاته نُشرت عام 1826.
كتب شيلي القصيدة في منافسة ودية مع صديقه وزميله الشاعر هوراس سميث (1779-1849)، الذي كتب أيضًا سونيتة حول نفس الموضوع بنفس العنوان. نُشرت قصيدة سميث في The Examiner بعد ثلاثة أسابيع من قصيدة شيلي، في الأول من فبراير عام 1818. تستكشف القصيدتان مصير التاريخ وويلات الزمن: حتى أعظم الرجال والإمبراطوريات التي أقاموها هم اشياء غير دائمة، وميراثهم مقدر أن يتلاشى في غياهب النسيان.

## الأصل
في العصور القديمة، كان أوزيماندياس (Ὀσυμανδύας) اسمًا يونانيًا للفرعون المصري رمسيس الثاني.
بدأ شيلي كتابة قصيدته في عام 1817، بعد وقت قصير من إعلان المتحف البريطاني عن حصولهم على ممنون الأصغر لتمثال رمسيس الثاني. نقل المستكشف الإيطالي جوفاني باتيستا بلزوني جزء من التمثال والذي بلغ وزنه 7.25-طن-صغير (6.58 t؛ 6,580 كـغ) في عام 1816 من معبد رمسيس الجنائزي (معبد الرامسيوم) في الأقصر، مصر. كان من المتوقع وصوله إلى لندن عام 1818، لكنه لم يصل حتى عام 1821.

## التحليل والتفسير

### البناء
«أوزيماندياس» لشيلي هي سونيت مكتوبة بخط خماسي التفاعيل مع مخطط قافية غير نمطي (ABABA CDCEDEFEF)، عند مقارنتها بسوناتات البتراركان باللغة الإنجليزية، فهي تختلف عنهم في بنيتها.

### التكبر
من المواضيع المركزية في قصائد «أوزيماندياس» هو التدهور الحتمي للحكام مع ادعاءاتهم بالعظمة. اسم «أوزيماندياس» هو ترجمة باليونانية لجزء من اسم عرش رمسيس الثاني. تعيد القصائد صياغة النقش على قاعدة التمثال، الذي قدمه ديودور الصقلي في مكتبة التاريخ على النحو التالي:
أوزيماندياس.
إذا كان أي شخص يعلم
كم أنا عظيم وأين اضطجع،
فليتفوق على أعمالي.»
على الرغم من أن القصائد كُتِبَت ونُشِرَت قبل وصول التمثال إلى بريطانيا، فقد تكون القصائد مستوحاة من الوصول الوشيك إلى لندن في عام 1821 لتمثال رمسيس الثاني، والذي حصل عليه المستكشف الإيطالي جوفاني باتيستا بلزوني للمتحف البريطاني في عام 1816. سبقت سمعة التمثال في أوروبا الغربية قبل وصوله الفعلي إلى بريطانيا.